# Easter Aberchalder

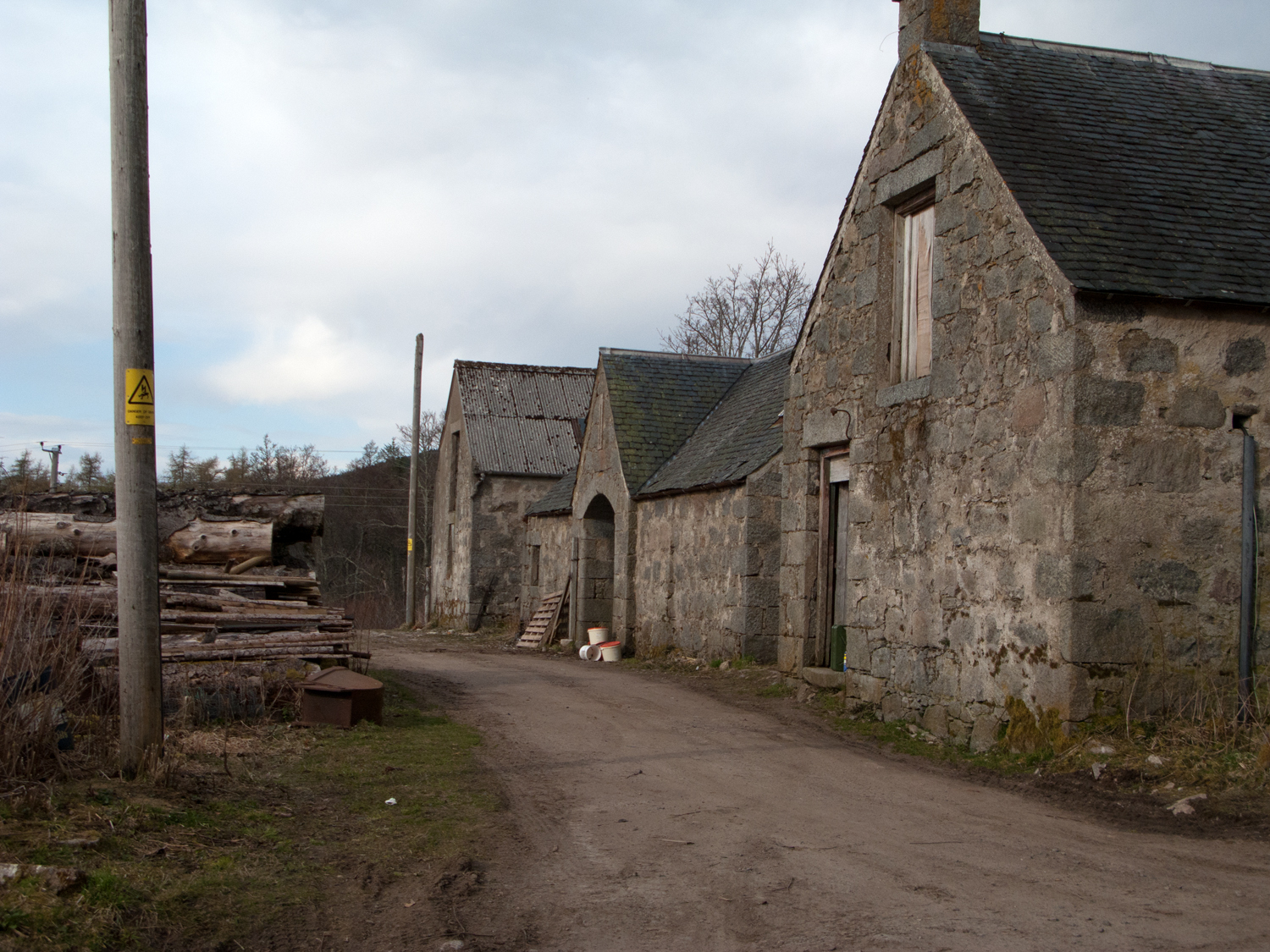
Bauernhof in Easter Aberchalder

Easter Aberchalder ist eine kleine Siedlung, die südwestlich von Inverness in der Region Highland im Norden von Schottland liegt. Im Rahmen der historischen Gliederung Schottlands in Civil Parishes zählt Easter Aberchalder zu Daviot and Dunlichity, das zu Inverness-shire gehörte.
Easter Aberchalder liegt nördlich des Aberchalder Burn, der zum See Loch Mhor fließt. Der Ort ist landwirtschaftlich geprägt und setzt sich aus mehreren Bauernhöfen zusammen. Erreichbar ist er über eine kleine Straße, die bei Gorthleck von der, Inverness mit Fort Augustus verbindenden, B 862 abzweigt. Das Sträßchen führt mit einer Brücke über den See und an Wester Aberchalder vorbei weiter nach Osten bis nach Easter Aberchalder.